# Arlequí (Joan Abelló)
Arlequí, és una pintura de l'artista català Joan Abelló i Prat, datada del 1955 i que pertany a l'anomenada “època negra” del pintor, en la qual mostra una preferència per les ombres i les tonalitats fosques, donant un cert misticisme a les obres d'aquesta etapa. La pintura és protagonitzada per un arlequí, un personatge molt representat per l'artista al llarg de la seva carrera, i forma part de la col·lecció del Museu Abelló.

## Descripció de l'obra
Abelló representa a l'Arlequí, un personatge de la Commedia dell'Arte. El veiem dret, amb el seu vestit característic de rombes de diferents colors i té els braços estirats: l'esquerra cap amunt i el dret cap a baix. La composició mostra en conjunt un cromatisme de tonalitats molt fosques, sobretot si es té en consideració l'habitual cromatisme intens que presenten aquests personatges en la majoria de representacions artístiques que protagonitzen. El punt més intens des del punt de vista cromàtic el trobem al centre de la composició, en el cinturó de la figura, que presenta un vermell molt clar i intens en comparació a la resta de la peça. El fons és també similar, amb tons força foscos entre els quals ressalta el vermell, sobretot a la part inferior, on a més l'artista va firmar i datar l'obra.
L'Arlequí fou un dels personatges més representats i estimats per Joan Abelló. El va representar també en un dels murals de la Casa del Pintor, concretament al mural Ofrena als meus models; i també en realitzà una escultura en bronze, que en l'actualitat es troba a la plaça Joan Abelló de Mollet del Vallès. A més, en porta a cap un altre oli sobre tela del mateix tema, en concret un Arlequí músic l'any 1991, que comparteix aquesta mateixa atmosfera fosca tant en els vestits com en el fons, que en aquest cas és majoritàriament blau. L'obra s'anomena Arlequí, els seus fantasmes.
Es tracta de la representació del personatge més famós de la Commedia dell'Arte, apareguda a Itàlia en el segle xvi, però l'origen del qual cal situar ja a l'Edat Mitjana. Representa un personatge amb una personalitat camaleònica, dual i contradictòria, però sobretot ingènua i pobre de solemnitat, com descriu el seu vestit moltes vegades apedaçat que amb el temps va prendre aquesta iconografia basada en un estampat romboidal que a partir del segle xviii es representa molt més sofisticat i colorit. L'elevat grau de vistositat de tons que presenta el vestit va convertir l'arlequí en un motiu habitual en la història de la pintura occidental sobretot a finals del segle xix i principis del XX, des del treball dels impressionistes fins a les nombroses versions del tema de cubistes com Derain, Cézanne o Picasso. L'Arlequí del pintor Abelló és pròxim a aquestes tendències més modernes, sobretot si tenim en compte la representació del barret, de tons blancs, arrodonit i simple en comparació amb altres representacions més antigues (ja que és habitual coronar-los amb diversos elements com cues de conill, per exemple) i del fet que no porta màscara, element imprescindible en les representacions més antigues i que en permetia la identificació.

## Estil
En la dècada dels cinquanta, el pintor Joan Abelló comença a decantar-se per l'ús de tonalitats fosques, negres i un predomini de les ombres, que mostren un to més elevat de misticisme en les obres d'aquells anys. Aquesta etapa és coneguda com a “època negra” i es relaciona amb el context biogràfic del pintor, ja que va abandonar la seva primera etapa més neoimpressionista influenciada per Joaquim Mir, arran de la mort del seu germà l'any 1947.

## Exposicions
- Galerías Biosca, Madrid, 1959
- Joan Abelló. Entre la figuració i l'abstracció, Museu Abelló. Mollet del Vallès, 27/03/1999 – 26/01/2001
- Abelló en Madrid, Museu de la Ciudad, Madrid, 07/10/2004 - 28/11/2004
- Abelló, un tast, Museu Abelló, 12/12/2012